# Грчки начин ратовања

Ратовање је било саставни део живота свих Грка, пошто су градови-државе често међусобно ратовали. Већина Грка је, стога, морала да иде у војску, с тим што су од најранијих времена они сами морали да купе своје оружје и опрему.
Млади Атињани су војну обуку пролазили од 18. до 20. године, након чега су били способни да се, по потреби придруже оружаним снагама. У Спарти су много млађи дечаци одлазили на обуку.
Пешадија је била темељ свих грчких армија, а основна пешадијска бојна формација била је фаланга.
Приликом опсаде градова, војске хеленистичке Грчке користиле су катапулте, овнове за пробијање капија и котао са ужареним угљем и сумпором.
Атина је своју империју контролисала помоћу трирема, ратних бродова с три реда весала. На врхунцу своје моћи, Атина се могла ослонити на више од триста трирема.